# 科尔多维利亚
科尔多维利亚，是西班牙卡斯蒂利亚-莱昂萨拉曼卡省的一个市镇。 总面积16平方公里，总人口145人（2001年），人口密度9人/平方公里。